# サヘル干ばつ対策国家間常設委員会

サヘル干ばつ対策国家間常設委員会の加盟国の地図

サヘル干ばつ対策国家間常設委員会 (フランス語: Comité permanent inter-État de lutte contre la sécheresse au Sahel、略称CILSS)は、アフリカのサヘル地域の国々から構成される国際機関。
公式ホームページによれば、委員会に委任された権限は、食料安全保障、サヘル地域における新たな生態的均衡のために旱魃と砂漠化の影響に対する研究に投資することである
サヘルは非常に乾燥した北のサハラと海岸の熱帯雨林の間の移行帯である。サヘルには主に灌木、草本、小径木が見られ、住民に定期的な収穫をもたらさない。
サヘルの主な特徴は以下の通りである:
- 200 mmから2500 mmの非常に変則的で予測し難い降雨
- 農業と牧畜の大きな影響力。サヘルの半数の住民が農業の従事者であり、農業はGDPの40%以上を支える。
- 高い人口増加率(約3.1%)および高い都市成長率(約7%)

CILSSはサヘル地域で最初の大旱魃が起こった1973年に、天水、または灌漑農業、環境、輸送、そしてコミュニケーションのような様々な分野における切迫した必要性と活動の組織化を促進するため、サヘルの住民と国際社会を動員する狙いで設立された。1995年には基本的な食料安全保障と天然資源の利用における委員会の活動を中心に据えた。
委員会の事務局はブルキナファソのワガドゥグーにある。
加盟国の一覧:
- ベナン
- ブルキナファソ
- カーボベルデ
- チャド
- ガンビア
- ギニア
- ギニアビサウ
- コートジボワール
- マリ
- モーリタニア
- ニジェール
- セネガル
- トーゴ